# Eisenbahn-Attentat bei Leiferde
Das Eisenbahn-Attentat bei Leiferde im Landkreis Gifhorn wurde am 19. August 1926 gegen 02:10 Uhr verübt. 21 Tote waren die Folge. Dies war bis heute der folgenschwerste Anschlag auf den Eisenbahnverkehr in Deutschland.

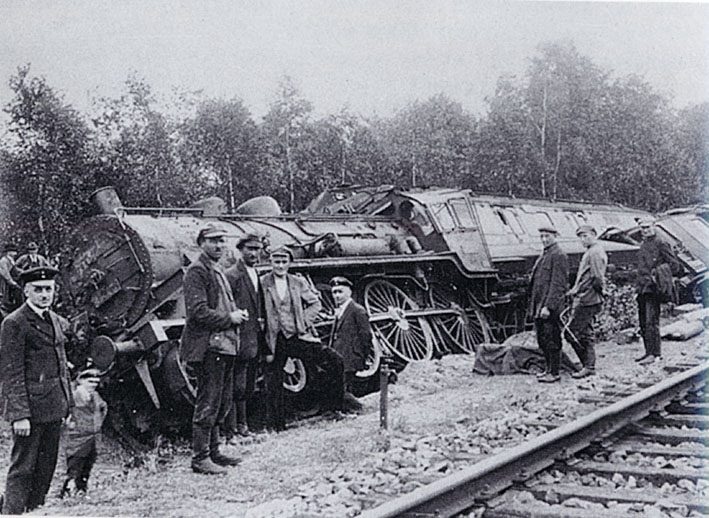
Bergungsarbeiten nach dem Unfall

## Ausgangslage
Um den Nachtschnellzug D 174 von Berlin nach Amsterdam zu stoppen und dessen Bahnpostwagen auszurauben, beschädigten die Wandermusiker Otto Schlesinger (21) und Willy Weber (22) mit Werkzeug, das sie zuvor von der Baustelle der nahe gelegenen Okerbrücke gestohlen hatten, ein Stück Schiene der Bahnstrecke zwischen den Bahnhöfen Leiferde und Meinersen der Berlin-Lehrter Bahn. Sie lösten eine Lasche und wollten die Schiene nach außen aufbiegen, um den Zug zum Entgleisen zu bringen.

## Unfallhergang
Der D 174 überfuhr die beschädigte Stelle allerdings, als die Täter lediglich erst die Lasche entfernt hatten. Dabei sprang die Achse eines sechsachsigen Schlafwagens aus dem Gleis und gleiste sich anschließend wieder auf. Im Innern des Wagens wurde das zwar bemerkt, doch da der Wagen anschließend ruhig weiterfuhr, zog niemand die Notbremse.
Die Täter bogen die Schiene weiter nach außen. Dem D 174 folgte nach 40 Minuten der Schnellzug D 8 von Berlin nach Köln. Dessen Lokomotive, eine preußische S 10, und die beiden folgenden Wagen entgleisten bei einer Geschwindigkeit von etwa 85 km/h. Zwei Wagen der (alten) ersten und zweiten Wagenklasse – noch in Holzbauweise – schoben sich ineinander.

## Folgen
21 Menschen starben, einer wurde darüber hinaus schwer verletzt und 39 Menschen leicht. Allein in den beiden zerstörten Wagen der Holzbauart kamen 18 Reisende ums Leben. Zu den Opfern gehörte der Dortmunder Politiker Ernst Mehlich.
Da eine Wiederholung der Tat gefürchtet wurde, warnte die Reichsbahngesellschaft ihre Mitarbeiter davor reichsweit. Die Täter, die auf der Flucht von Zeugen beobachtet worden waren, wurden am 8. September 1926 von der Polizei Hannover verhaftet und vom Schwurgericht Hildesheim am 4. November 1926 zum Tode verurteilt. Aufgrund eines Gnadengesuchs (unter anderem von Otto Dix, Max Liebermann und Albert Einstein unterzeichnet) wurden sie 1927 zu lebenslanger Zuchthausstrafe begnadigt.
Willy Webers Bruder, Walter, wurde als Mitwisser wegen Unterlassung der Anzeige einer schweren Straftat zu zwei Jahren Gefängnis verurteilt.
Das Attentat lieferte den Stoff für das Erstlingsstück Mörder für uns (1927) von Willi Schäferdiek und das Hörspiel Treibjagd (1930) von
Georg W. Pijet.

## Sonstiges
Unweit der Attentats-Stelle entgleiste am 28. Juli 1969 ein Schnellzug von Leipzig nach Düsseldorf in Folge einer Gleisverwerfung. 5 Tote, 23 Verletzte und erheblicher Sachschaden waren die Folge.
Im Jahr 2022 stießen beim Eisenbahnunfall von Leiferde zwei Güterzüge zusammen und es kam zu einer mehrwöchigen Sperrung der Bahnstrecke.